# Thomas Rüfenacht
Thomas Rüfenacht (* 22. Februar 1985 in Meggen) ist ein ehemaliger schweizerisch-US-amerikanischer Eishockeyspieler, der zuletzt bis zum Saisonende 2022/23 beim HC Ambrì-Piotta in der National League unter Vertrag stand. Sein Bruder Daniel war ebenfalls ein professioneller Eishockeyspieler.

## Karriere
Thomas Rüfenacht, der im Kindesalter mit seiner Familie in die Vereinigten Staaten gezogen war, besuchte im Alter von 16 Jahren in Culver im Bundesstaat Indiana die dortige Militärakademie und spielte auch Eishockey in der Juniorenmannschaft. Zwei Jahre später äusserte er sein Interesse, für die United States Naval Academy als Kampfpilot zu dienen. Während dieser Zeit beendete er die High School und entschied sich für eine Rückkehr in die Schweiz. Rüfenacht spielte zunächst von 2003 bis 2004 bei den Elite-A-Junioren der SCL Tigers, bevor er noch während der Saison 2003/04 für die Langnauer in der Nationalliga A debütierte. In der folgenden Spielzeit kam er zwar öfters zum Einsatz, doch dem Angreifer blieb der Durchbruch aufgrund der dürftigen sportlichen Leistungen verwehrt. Zur Saison 2005/06 folgte ein Engagement beim EHC Visp in der Nationalliga B. Dort gelang es ihm sowohl seine Einsatzzeiten als auch die Punkteausbeute im Vergleich zum Vorjahr deutlich zu steigern. In der gleichen Spielzeit absolvierte der US-amerikanisch-schweizerische Doppelbürger auch fünf Begegnungen für einen unterklassigen Eishockeyverein in Saastal, wo er als Leihspieler engagiert war. Zurück in Visp schaffte Rüfenacht in der Saison 2006/07 den Durchbruch bei den Oberwallisern und beendete die reguläre Saison mit 61 Punkten in 44 Spielen, die zweitbeste Bilanz der Mannschaft hinter Topscorer Terry Yake. In den Playoffs scheiterte er mit dem EHC Visp erst in den Finalspielen am NLB-Meister EHC Biel in sechs Spielen.
Zum folgenden Spielzeit verpflichtete ihn der Ligakonkurrent Lausanne HC. Dort knüpfte Rüfenacht in den folgenden zwei Spielzeiten an seine vorhergehenden Leistungen in Visp an und war auch in Lausanne einer des besten Scorer des Teams. Während dieser Zeit agierte er auch kurzfristig als Leihspieler beim HC Servette Genève, den er für wenige Begegnungen während der Hauptrunde und den Playoffs verstärkte. In neun Spielen erzielte er jedoch keinen Punkt.
Zur Saison 2009/10 unterschrieb er einen Kontrakt beim EV Zug. In seiner zweiten Saison fort fiel der Stürmer mehr durch seine Zweikämpfe mit gegnerischen Spielern als mit Scorerpunkten auf. Unter anderem wurde er in der zweiten Begegnung der Viertelfinalspiele der Playoffs gegen die ZSC Lions wegen eines Faustkampfs mit einer Spieldauerstrafe belegt. Die Qualifikation der Spielzeit 2011/12 beendete der Stürmer mit einer Bilanz von 112 Strafminuten und war dadurch der Akteur, welcher ligaweit die meiste Zeit auf der Strafbank verbrachte. Im März 2012 unterzeichnete er einen Zweijahresvertrag beim HC Lugano.
Nach zwei Jahren beim HC Lugano wechselte er im Hinblick auf die Saison 2014/15 zum Berner Stadtclub SC Bern. In den acht Jahren bei den Mutzen gewann Rüfenacht dreimal die Schweizer Meisterschaft und zweimal den Cup.
Anschliessend erhielt er in Bern jedoch keinen neuen Vertrag mehr. Im August 2022 wurde er vom EHC Olten zu einem Try-Out eingeladen, aber nicht mit einem festen Vertrag ausgestattet. Im Januar 2023 folgte ein weiteres Try-Out, diesmal beim HC Ambrì-Piotta. Etwa drei Wochen später erhielt Rüfenacht bei den Tessinern einen festen Vertrag bis zum Saisonende 2022/23.

## Erfolge und Auszeichnungen
- 2015 Schweizer Cupsieger mit dem SC Bern
- 2016 Schweizer Meister mit dem SC Bern
- 2017 Schweizer Meister mit dem SC Bern
- 2019 Schweizer Meister mit dem SC Bern
- 2021 Schweizer-Cup-Sieger mit dem SC Bern

## NLA-Statistik
(Stand: Ende der Saison 2018/19)